# ليزلي أوبراين
ليزلي أوبراين (8 أبريل 1905 بسيدني في أستراليا - 26 ديسمبر 1967) (بالإنجليزية: Leslie O'Brien)‏ هو لاعب كريكت أسترالي.

## وصلات خارجية
- ليزلي أوبراين على موقع إي آس بي آن كريك إنفو (الإنجليزية)